# Elemér Hantos
Elemér Hantos (né le 12 novembre 1880 à Budapest et mort le 28 juillet 1942 à Budapest) est un économiste hongrois et un des principaux promoteurs de l’intégration centre-européenne et paneuropéenne pendant l’entre-deux-guerres.

## Jeunesse et éducation
Après ses études secondaires au Lycée luthérien de Sopron, Elemér Hantos étudie le droit et les sciences politiques à l’Université de Budapest. Après des séjours d’études à Vienne, Leipzig, Paris, Cambridge et Oxford, Hantos obtient un doctorat à l’Université de Budapest. Peu après ses études, Hantos devient expert en finances à Budapest.

## Carrière politique et universitaire
Elemér Hantos entame une carrière politique en 1910 et devient membre du Parlement hongrois pour le Parti national du travail. Pendant la Première Guerre mondiale, Hantos publie plusieurs ouvrages sur les finances publiques austro-hongroises en temps de guerre. Son expertise en finances le propulse secrétaire d’État au ministère hongrois du Commerce en 1917. En tant que représentant du gouvernement hongrois, Hantos participe aux négociations entre l’Allemagne et l’Autriche-Hongrie en vue de créer une union douanière. En 1918, Hantos est nommé président de la Caisse d’Épargne Postale qui sert brièvement de banque centrale hongroise après l’éclatement de la monarchie austro-hongroise. Parallèlement à sa carrière politique, Hantos commence à enseigner la Finance à l’Université de Budapest en 1917.
Après l’éclatement de la monarchie austro-hongroise, Elemér Hantos consacre sa vie à la promotion de l’intégration centre-européenne. En 1924, Hantos devient expert auprès du Comité économique de la Société des Nations, où il expose les problèmes économiques en Europe centrale. Pendant l’entre-deux-guerres, Hantos promeut l’intégration centre-européenne en publiant de nombreux ouvrages et en organisant des conférences sur la situation économique en Europe centrale.

## Mitteleuropa
Pendant l’entre-deux-guerres, les nouvelles frontières imposées par les traités de paix de Trianon et de Saint-Germain-en-Laye entravent les échanges économiques en Europe centrale. Pour remédier à la situation, Elemér Hantos souhaite recréer l’espace économique de la monarchie austro-hongroise, élargi aux nouvelles frontières des états successeurs, sans cependant restaurer l’ordre politique d’avant-guerre. Pour promouvoir son idée d’intégration économique centre-européenne, Elemér Hantos organise le premier Congrès économique de l’Europe centrale avec Julius Meinl à Vienne en 1925. Au sein du Congrès économiques de l’Europe centrale, deux visions de Mitteleuropa s’affrontent : tandis qu’Elemér Hantos et ses adeptes sont en faveur du rapprochement économique des pays successeurs de la monarchie austro-hongroise, les représentants allemands et certains autrichiens s’opposent à l’exclusion de l’Allemagne de l’espace économique centre-européen.
En raison de la place prédominante prise par la vision allemande au sein du Congrès économique de l’Europe centrale à la fin des années 1920, Elemér Hantos décide de créer les Instituts pour l’Europe centrale à Vienne (janvier 1929), Brno (septembre 1929) et Budapest (mai 1930), ainsi que le Centre d’études de l’Europe centrale à Genève, en tant qu’alternative au Congrès économique de l’Europe centrale.

## Paneuropa
Elemér Hantos est également un membre fondateur de la section hongroise de l’Union paneuropéenne, fondée par le comte Richard Coudenhove-Kalergi. Hantos participe à de nombreuses conférences paneuropéennes, facilite l’élaboration du programme économique de l’Union paneuropéenne et place l’Europe centrale au centre du débat paneuropéen. Pour Elemér Hantos, Mitteleuropa devrait être la première étape vers la réalisation de Paneuropa.

## Sélection d’ouvrages
Français
- Hantos, Elemér, La monnaie, ses systèmes et ses phénomènes en Europe centrale, Paris : M. Giard, 1927.
- Hantos, Elemér, L’Europe centrale : une nouvelle organisation économique, Paris : F. Alcan, 1932.
- Hantos, Elemér, L’économie et la Société des Nations, Paris : M. Girard, 1930.
- Hantos, Elemér, L’Europe comme unité économique, Roma : Reale Accademia d’Italia, 1933.

Allemand
- Hantos, Elemér, Das Geldproblem in Mitteleuropa, Jena : G. Fischer, 1925.
- Hantos, Elemér, Die Handelspolitik in Mitteleuropa, Jena : G. Fischer, 1925.
- Hantos, Elemér, Das Kulturproblem in Mitteleuropa, Stuttgart : F. Enke, 1926.
- Hantos, Elemér, Europäischer Zollverein und mitteleuropäische Wirtschaftsgemeinschaft, Berlin : Organisation Verlagsgesellschaft (S. Hirzel), 1928.
- Hantos, Elemér, Der Weg zum neuen Mitteleuropa, Berlin : Mitteleuropa-Verlag, 1933.
- Hantos, Elemér, Die Neuordnung des Donauraumes, Berlin : C. Heymann/ Wien : Österreichischer Wirtschaftsverlag (Payer & Co.), 1935.